# Caspar Bueble

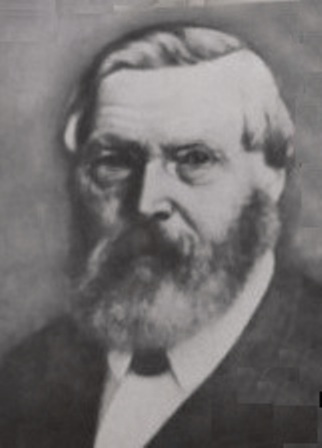
Caspar Bueble

Johann Caspar Bueble (* 9. September 1830 in Tettnang, Königreich Württemberg; † 2. Januar 1918, ebenda), meist nur Caspar Bueble genannt, war ein deutscher Kaufmann und Politiker aus Oberschwaben.

## Leben
Bueble betrieb das von seinem Vater 1837 gegründete Textilgeschäft, das bis heute besteht und sich noch im Besitz der Familie befindet. Mit 29 Jahren wurde er in den Gemeinderat von Tettnang gewählt und gehörte diesem, allerdings mit Unterbrechungen, bis 1905 an. Von 1889 bis 1900 war Bueble Mitglied im Württembergischen Landtag. Dort gehörte er zunächst der Fraktion der Linken an, seit dem 18. Mai 1894 dem Zentrum.
Er war ein Verfechter der Idee genossenschaftlicher Banken, die zu dieser Zeit entstanden, und Gründungsmitglied der Tettnanger Creditbank für Landwirtschaft und Gewerbe in Tettnang (der heutigen Volksbank Friedrichshafen-Tettnang), hier wurde er auch in den Vorstand und zum Kassier gewählt. Erst im Alter von 83 Jahren verzichtete er auf seine Wiederwahl.
Ferner war Bueble auch Gründungsmitglied des 1866 von Kaplan Adolf Aich gegründeten St. Johann-Vereins, der eine Pflegeanstalt in Tettnang errichten wollte, woraus die spätere Stiftung Liebenau wurde. Bueble war hierbei ein enger Vertrauter Aichs und langjährig als Kassier für den Verein tätig. Von 1877 bis 1889 war er, nachdem Aich die Anstalt verlassen hatte, dessen Nachfolger. Das Amt des Vorstands konnte er offiziell jedoch nur provisorisch übernehmen, da er kein Geistlicher war und die Satzungen einen solchen vorsahen. Unter Buebles Leitung fand eine Reihe von Bauarbeiten in Liebenau statt. Neben Anbauten wurden auch neue Gebäude errichtet, die landwirtschaftliche Nutzfläche konnte vergrößert werden und die Anstalt bekam elektrisches Licht. Bei seinem Einzug in den Württembergischen Landtag legte er 1889 sein Amt in Liebenau nieder, blieb jedoch weiterhin Mitglied im Verwaltungsrat. Sein Nachfolger wurde der Geistliche Josef Hekler, der bis 1901 im Amt blieb.
Ausgezeichnet wurde Bueble unter anderem vom württembergischen König Wilhelm II. mit einem goldenen Pokal und erhielt das päpstliche Ehrenkreuz Pro Ecclesia et Pontifice.
2018 fand anlässlich seines 100. Todestages eine Gedenkfeier statt, bei der die Stiftung Liebenau und die Volksbank Friedrichshafen-Tettnang die Leistungen Buebles hervorhoben.